# Celi Pol·lió
Celi Pol·lió (llatí: Cælius Pollio) va ser un militar romà del segle i.
Era comandant de l'exèrcit romà a Armènia l'any 51 i va ser subornat pel príncep iber Radamist d'Armènia per abandonar la causa de Mitridates d'Armènia, que havia estat col·locat al tron pels mateixos romans, permetent una entrevista entre el príncep i el rei, on Mitridates va ser fet presoner i mort. Tot i la seva conducta es va mantenir en el comandament fins al primer any del govern de Neró (54) però finalment es va enviar com a successor a Lelià aquell mateix any.